# Tam Thôn Hiệp
Tam Thôn Hiệp là một xã thuộc huyện Cần Giờ, Thành phố Hồ Chí Minh, Việt Nam.

## Địa lý
Xã Tam Thôn Hiệp nằm ở phía bắc huyện Cần Giờ, có vị trí địa lý:
- Phía đông giáp xã Thạnh An và tỉnh Đồng Nai
- Phía tây giáp xã An Thới Đông và xã Bình Khánh
- Phía nam giáp xã Long Hòa
- Phía bắc giáp tỉnh Đồng Nai.

Xã có diện tích 110,38 km², dân số năm 2021 là 5.796 người,  mật độ dân số đạt 52 người/km².

## Hành chính
Xã Tam Thôn Hiệp được chia thành 4 ấp: An Hòa, An Lộc, An Phước, Trần Hưng Đạo.

## Hình ảnh

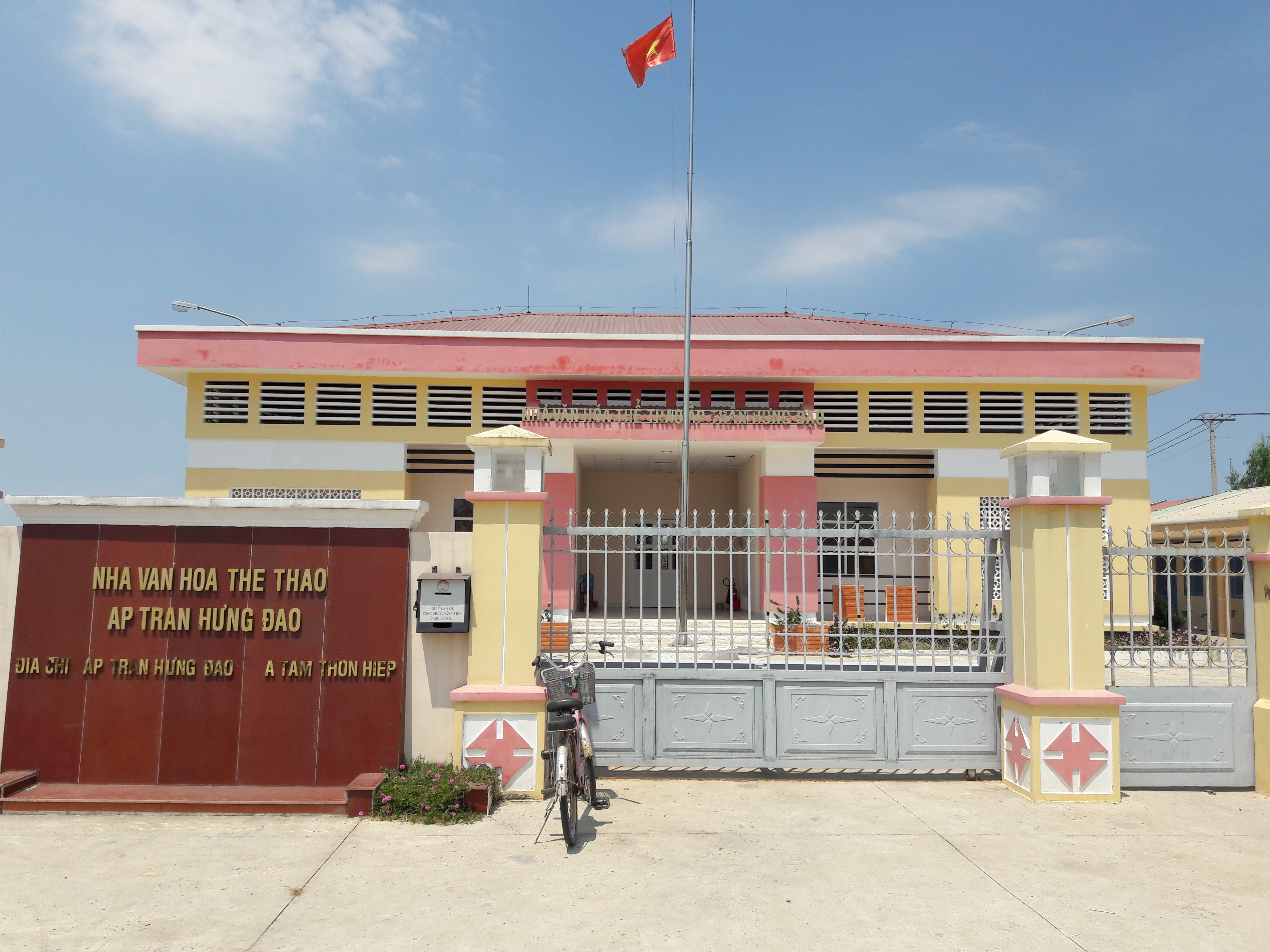
Nhà văn hóa ấp Trần Hưng Đạo
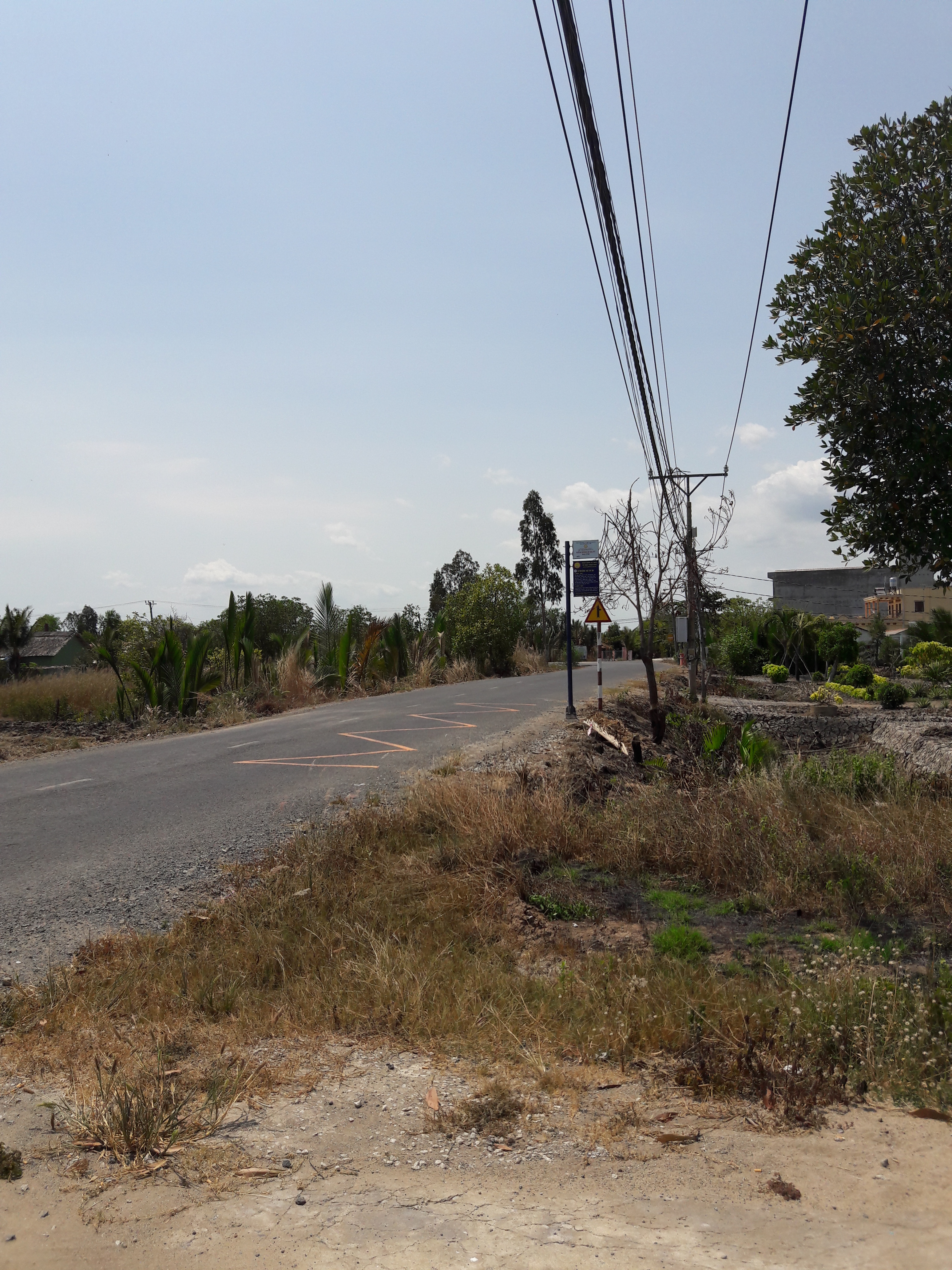
Đường Tam Thôn Hiệp